# Enterocola laticeps
Enterocola laticeps är en kräftdjursart som beskrevs av Paul L. Illg och Patricia L. Dudley 1980. Enterocola laticeps ingår i släktet Enterocola och familjen Ascidicolidae. Inga underarter finns listade i Catalogue of Life.